# The Enclosure Provincial Park
The Enclosure Provincial Park är en park i Kanada.   Den ligger i provinsen New Brunswick, i den östra delen av landet, 800 km öster om huvudstaden Ottawa. The Enclosure Provincial Park ligger 2 meter över havet.
Terrängen runt The Enclosure Provincial Park är huvudsakligen platt. The Enclosure Provincial Park ligger nere i en dal. Närmaste större samhälle är Miramichi, 9,2 km nordost om The Enclosure Provincial Park. 
I omgivningarna runt The Enclosure Provincial Park växer i huvudsak blandskog. Runt The Enclosure Provincial Park är det ganska glesbefolkat, med 43 invånare per kvadratkilometer.